# Vuelta a España 2018
La Vuelta a España 2018, settantatreesima edizione della corsa e valida come trentunesima prova dell'UCI World Tour 2018, si è svolta in ventuno tappe dal 25 agosto al 16 settembre 2018 su un percorso totale di 3 249,7 km, con partenza da Malaga e arrivo a Madrid. La vittoria fu appannaggio del britannico Simon Yates, il quale completò il percorso in 82h05'58", precedendo lo spagnolo Enric Mas e il colombiano Miguel Ángel López.
Sul traguardo di Madrid 158 ciclisti, su 176 partiti da Malaga, portarono a termine la competizione.

## Tappe
| Tappa  | Data         | Percorso                                             | km      | Vincitore di tappa   | Leader cl. generale |
| ------ | ------------ | ---------------------------------------------------- | ------- | -------------------- | ------------------- |
| 1ª     | 25 agosto    | Malaga > Malaga (cron. individuale)                  | 8       | Rohan Dennis         | Rohan Dennis        |
| 2ª     | 26 agosto    | Marbella > Caminito del Rey                          | 163,5   | Alejandro Valverde   | Michał Kwiatkowski  |
| 3ª     | 27 agosto    | Mijas > Alhaurín de la Torre                         | 178,2   | Elia Viviani         | Michał Kwiatkowski  |
| 4ª     | 28 agosto    | Vélez-Málaga > Alfacar/Sierra de la Alfaguara        | 161,4   | Ben King             | Michał Kwiatkowski  |
| 5ª     | 29 agosto    | Granada > Roquetas de Mar                            | 188,7   | Simon Clarke         | Rudy Molard         |
| 6ª     | 30 agosto    | Huércal-Overa > San Javier/Mar Menor                 | 150,7   | Nacer Bouhanni       | Rudy Molard         |
| 7ª     | 31 agosto    | Puerto Lumbreras > Pozo Alcón                        | 185,7   | Tony Gallopin        | Rudy Molard         |
| 8ª     | 1º settembre | Linares > Almadén                                    | 195,1   | Alejandro Valverde   | Rudy Molard         |
| 9ª     | 2 settembre  | Talavera de la Reina > La Covatilla                  | 200,8   | Ben King             | Simon Yates         |
|        | 3 settembre  | giorno di riposo                                     |         |                      |                     |
| 10ª    | 4 settembre  | Salamanca > Fermoselle/Bermillo de Sayago            | 177     | Elia Viviani         | Simon Yates         |
| 11ª    | 5 settembre  | Mombuey > Ribeira Sacra/Luintra                      | 207,8   | Alessandro De Marchi | Simon Yates         |
| 12ª    | 6 settembre  | Mondoñedo > Faro de Estaca de Bares/Mañón            | 181,1   | Alexandre Geniez     | Jesús Herrada       |
| 13ª    | 7 settembre  | Candás/Carreño > Valle de Sabero/La Camperona        | 174,8   | Óscar Rodríguez      | Jesús Herrada       |
| 14ª    | 8 settembre  | Cistierna > Les Praeres/Nava                         | 171     | Simon Yates          | Simon Yates         |
| 15ª    | 9 settembre  | Ribera de Arriba > Lagos de Covadonga                | 178,2   | Thibaut Pinot        | Simon Yates         |
|        | 10 settembre | giorno di riposo                                     |         |                      |                     |
| 16ª    | 11 settembre | Santillana del Mar > Torrelavega (cron. individuale) | 32      | Rohan Dennis         | Simon Yates         |
| 17ª    | 12 settembre | Getxo > Balcón de Bizkaia                            | 157     | Michael Woods        | Simon Yates         |
| 18ª    | 13 settembre | Ejea de los Caballeros > Lleida                      | 186,1   | Jelle Wallays        | Simon Yates         |
| 19ª    | 14 settembre | Lleida > Andorra/Naturlandia (AND)                   | 154,4   | Thibaut Pinot        | Simon Yates         |
| 20ª    | 15 settembre | Escaldes-Engordany (AND) > Coll de la Gallina (AND)  | 97,3    | Enric Mas            | Simon Yates         |
| 21ª    | 16 settembre | Alcorcón > Madrid                                    | 100,9   | Elia Viviani         | Simon Yates         |
| Totale | Totale       | Totale                                               | 3 249,7 |                      |                     |

## Squadre e corridori partecipanti
Alla Vuelta a España 2018 partecipano 22 squadre composte da 8 corridori ciascuna, per un totale di 176 al via. Alle 18 squadre con licenza World Tour, partecipanti di diritto, se ne aggiungono 4 Professional Continental invitate dall'organizzazione: Burgos-BH, Caja Rural-Seguros RGA, Cofidis, Solutions Crédits e Euskadi Basque Country-Murias.
| N.      | Cod. | Squadra             |
| ------- | ---- | ------------------- |
| 1-8     | TBM  | Bahrain-Merida      |
| 11-18   | ALM  | AG2R La Mondiale    |
| 21-28   | AST  | Astana Pro Team     |
| 31-38   | BMC  | BMC Racing Team     |
| 41-48   | BOH  | Bora-Hansgrohe      |
| 51-58   | GFC  | Groupama-FDJ        |
| 61-68   | LTS  | Lotto Soudal        |
| 71-78   | MTS  | Mitchelton-Scott    |
| 81-88   | MOV  | Movistar Team       |
| 91-98   | QST  | Quick-Step Floors   |
| 101-108 | DDD  | Team Dimension Data |

| N.      | Cod. | Squadra                        |
| ------- | ---- | ------------------------------ |
| 111-118 | EFD  | Team EF Education First-Drapac |
| 121-128 | TKA  | Team Katusha Alpecin           |
| 131-138 | TLJ  | Team Lotto NL-Jumbo            |
| 141-148 | SKY  | Team Sky                       |
| 151-158 | SUN  | Team Sunweb                    |
| 161-168 | TFS  | Trek-Segafredo                 |
| 171-178 | UAD  | UAE Team Emirates              |
| 181-188 | BBH  | Burgos-BH                      |
| 191-198 | CJR  | Caja Rural-Seguros RGA         |
| 201-208 | COF  | Cofidis, Solutions Crédits     |
| 211-218 | EUS  | Euskadi Basque Country-Murias  |

## Dettagli delle tappe

### 1ª tappa
- 25 agosto: Malaga > Malaga – Cronometro individuale – 8 km

Risultati
| Pos. | Corridore          | Squadra | Tempo |
| ---- | ------------------ | ------- | ----- |
| 1    | Rohan Dennis       | BMC     | 9'39" |
| 2    | Michał Kwiatkowski | Sky     | a 6"  |
| 3    | Victor Campenaerts | Lotto   | a 7"  |

| Pos. | Corridore          | Squadra | Tempo |
| ---- | ------------------ | ------- | ----- |
| 1    | Rohan Dennis       | BMC     | 9'39" |
| 2    | Michał Kwiatkowski | Sky     | a 6"  |
| 3    | Victor Campenaerts | Lotto   | a 7"  |

### 2ª tappa
- 26 agosto: Marbella > Caminito del Rey – 163,5 km

Risultati
| Pos. | Corridore          | Squadra    | Tempo    |
| ---- | ------------------ | ---------- | -------- |
| 1    | Alejandro Valverde | Movistar   | 4h13'01" |
| 2    | Michał Kwiatkowski | Sky        | s.t.     |
| 3    | Laurens De Plus    | Quick-Step | a 3"     |

| Pos. | Corridore          | Squadra  | Tempo    |
| ---- | ------------------ | -------- | -------- |
| 1    | Michał Kwiatkowski | Sky      | 4h22'40" |
| 2    | Alejandro Valverde | Movistar | a 14"    |
| 3    | Wilco Kelderman    | Sunweb   | a 25"    |

### 3ª tappa
- 27 agosto: Mijas > Alhaurín de la Torre – 178,2 km

Risultati
| Pos. | Corridore       | Squadra    | Tempo    |
| ---- | --------------- | ---------- | -------- |
| 1    | Elia Viviani    | Quick-Step | 4h48'12" |
| 2    | Giacomo Nizzolo | Trek       | s.t.     |
| 3    | Peter Sagan     | Bora       | s.t.     |

| Pos. | Corridore          | Squadra  | Tempo    |
| ---- | ------------------ | -------- | -------- |
| 1    | Michał Kwiatkowski | Sky      | 9h10'52" |
| 2    | Alejandro Valverde | Movistar | a 14"    |
| 3    | Wilco Kelderman    | Sunweb   | a 25"    |

### 4ª tappa
- 28 agosto: Vélez-Málaga > Alfacar/Sierra de la Alfaguara – 161,4 km

Risultati
| Pos. | Corridore       | Squadra     | Tempo    |
| ---- | --------------- | ----------- | -------- |
| 1    | Ben King        | Dimension   | 4h33'12" |
| 2    | Nikita Stal'nov | Astana      | a 2"     |
| 3    | Pierre Rolland  | Educ. First | a 13"    |

| Pos. | Corridore          | Squadra    | Tempo     |
| ---- | ------------------ | ---------- | --------- |
| 1    | Michał Kwiatkowski | Sky        | 13h47'19" |
| 2    | Emanuel Buchmann   | Bora       | a 7"      |
| 3    | Simon Yates        | Mitchelton | a 10"     |

### 5ª tappa
- 29 agosto: Granada > Roquetas de Mar – 188,7 km

Risultati
| Pos. | Corridore            | Squadra     | Tempo    |
| ---- | -------------------- | ----------- | -------- |
| 1    | Simon Clarke         | Educ. First | 4h36'07" |
| 2    | Bauke Mollema        | Trek        | s.t.     |
| 3    | Alessandro De Marchi | BMC         | s.t.     |

| Pos. | Corridore          | Squadra  | Tempo     |
| ---- | ------------------ | -------- | --------- |
| 1    | Rudy Molard        | Groupama | 18h27'40" |
| 2    | Michał Kwiatkowski | Sky      | a 41"     |
| 3    | Emanuel Buchmann   | Bora     | a 48"     |

### 6ª tappa
- 30 agosto: Huércal-Overa > San Javier/Mar Menor – 150,7 km[2]

Risultati
| Pos. | Corridore        | Squadra    | Tempo    |
| ---- | ---------------- | ---------- | -------- |
| 1    | Nacer Bouhanni   | Cofidis    | 3h58'35" |
| 2    | Danny van Poppel | Lotto NL   | s.t.     |
| 3    | Elia Viviani     | Quick-Step | s.t.     |

| Pos. | Corridore          | Squadra  | Tempo     |
| ---- | ------------------ | -------- | --------- |
| 1    | Rudy Molard        | Groupama | 22h26'15" |
| 2    | Michał Kwiatkowski | Sky      | a 41"     |
| 3    | Emanuel Buchmann   | Bora     | a 48"     |

### 7ª tappa
- 31 agosto: Puerto Lumbreras > Pozo Alcón – 185,7 km

Risultati
| Pos. | Corridore          | Squadra  | Tempo    |
| ---- | ------------------ | -------- | -------- |
| 1    | Tony Gallopin      | AG2R     | 4h18'20" |
| 2    | Peter Sagan        | Bora     | a 5"     |
| 3    | Alejandro Valverde | Movistar | s.t.     |

| Pos. | Corridore          | Squadra  | Tempo     |
| ---- | ------------------ | -------- | --------- |
| 1    | Rudy Molard        | Groupama | 26h44'40" |
| 2    | Alejandro Valverde | Movistar | a 47"     |
| 3    | Emanuel Buchmann   | Bora     | a 48"     |

### 8ª tappa
- 1º settembre: Linares > Almadén – 195,1 km

Risultati
| Pos. | Corridore          | Squadra  | Tempo    |
| ---- | ------------------ | -------- | -------- |
| 1    | Alejandro Valverde | Movistar | 4h35'54" |
| 2    | Peter Sagan        | Bora     | s.t.     |
| 3    | Danny van Poppel   | Lotto NL | s.t.     |

| Pos. | Corridore          | Squadra  | Tempo     |
| ---- | ------------------ | -------- | --------- |
| 1    | Rudy Molard        | Groupama | 31h20'34" |
| 2    | Alejandro Valverde | Movistar | a 37"     |
| 3    | Emanuel Buchmann   | Bora     | a 48"     |

### 9ª tappa
- 2 settembre: Talavera de la Reina > La Covatilla – 200,8 km

Risultati
| Pos. | Corridore     | Squadra   | Tempo    |
| ---- | ------------- | --------- | -------- |
| 1    | Ben King      | Dimension | 5h30'38" |
| 2    | Bauke Mollema | Trek      | a 48"    |
| 3    | Dylan Teuns   | BMC       | a 2'38"  |

| Pos. | Corridore          | Squadra    | Tempo     |
| ---- | ------------------ | ---------- | --------- |
| 1    | Simon Yates        | Mitchelton | 36h54'52" |
| 2    | Alejandro Valverde | Movistar   | a 1"      |
| 3    | Nairo Quintana     | Movistar   | a 14"     |

### 10ª tappa
- 4 settembre: Salamanca > Fermoselle/Bermillo de Sayago – 177 km

Risultati
| Pos. | Corridore       | Squadra    | Tempo    |
| ---- | --------------- | ---------- | -------- |
| 1    | Elia Viviani    | Quick-Step | 4h08'08" |
| 2    | Peter Sagan     | Bora       | s.t.     |
| 3    | Giacomo Nizzolo | Trek       | s.t.     |

| Pos. | Corridore          | Squadra    | Tempo     |
| ---- | ------------------ | ---------- | --------- |
| 1    | Simon Yates        | Mitchelton | 41h03'00" |
| 2    | Alejandro Valverde | Movistar   | a 1"      |
| 3    | Nairo Quintana     | Movistar   | a 14"     |

### 11ª tappa
- 5 settembre: Mombuey > Ribera Sacra/Luintra – 207,8 km

Risultati
| Pos. | Corridore            | Squadra      | Tempo    |
| ---- | -------------------- | ------------ | -------- |
| 1    | Alessandro De Marchi | BMC          | 4h52'38" |
| 2    | Jhonatan Restrepo    | Katusha      | a 28"    |
| 3    | Franco Pellizotti    | Bahrain-Mer. | a 59"    |

| Pos. | Corridore          | Squadra    | Tempo     |
| ---- | ------------------ | ---------- | --------- |
| 1    | Simon Yates        | Mitchelton | 45h57'40" |
| 2    | Alejandro Valverde | Movistar   | a 1"      |
| 3    | Nairo Quintana     | Movistar   | a 14"     |

### 12ª tappa
- 6 settembre: Mondoñedo > Faro de Estaca de Bares/Mañón – 181,1 km

Risultati
| Pos. | Corridore        | Squadra      | Tempo    |
| ---- | ---------------- | ------------ | -------- |
| 1    | Alexandre Geniez | AG2R         | 4h22'59" |
| 2    | Dylan van Baarle | Sky          | s.t.     |
| 3    | Mark Padun       | Bahrain-Mer. | s.t.     |

| Pos. | Corridore          | Squadra    | Tempo     |
| ---- | ------------------ | ---------- | --------- |
| 1    | Jesús Herrada      | Cofidis    | 50h28'56" |
| 2    | Simon Yates        | Mitchelton | a 3'22"   |
| 3    | Alejandro Valverde | Movistar   | a 3'23"   |

### 13ª tappa
- 7 settembre: Candás/Carreño > Valle de Sabero/La Camperona – 174,8 km

Risultati
| Pos. | Corridore       | Squadra | Tempo    |
| ---- | --------------- | ------- | -------- |
| 1    | Óscar Rodríguez | Euskadi | 4h17'05" |
| 2    | Rafał Majka     | Bora    | a 19"    |
| 3    | Dylan Teuns     | BMC     | a 30"    |

| Pos. | Corridore      | Squadra    | Tempo     |
| ---- | -------------- | ---------- | --------- |
| 1    | Jesús Herrada  | Cofidis    | 54h50'19" |
| 2    | Simon Yates    | Mitchelton | a 1'42"   |
| 3    | Nairo Quintana | Movistar   | a 1'50"   |

### 14ª tappa
- 8 settembre: Cistierna > Les Praeres/Nava – 171 km

Risultati
| Pos. | Corridore          | Squadra    | Tempo    |
| ---- | ------------------ | ---------- | -------- |
| 1    | Simon Yates        | Mitchelton | 4h19'27" |
| 2    | Miguel Ángel López | Astana     | a 2"     |
| 3    | Alejandro Valverde | Movistar   | s.t.     |

| Pos. | Corridore          | Squadra    | Tempo     |
| ---- | ------------------ | ---------- | --------- |
| 1    | Simon Yates        | Mitchelton | 59h11'18" |
| 2    | Alejandro Valverde | Movistar   | a 20"     |
| 3    | Nairo Quintana     | Movistar   | a 25"     |

### 15ª tappa
- 9 settembre: Ribera de Arriba > Lagos de Covadonga – 178,2 km

Risultati
| Pos. | Corridore          | Squadra    | Tempo    |
| ---- | ------------------ | ---------- | -------- |
| 1    | Thibaut Pinot      | Groupama   | 5h01'49" |
| 2    | Miguel Ángel López | Astana     | a 28"    |
| 3    | Simon Yates        | Mitchelton | a 30"    |

| Pos. | Corridore          | Squadra    | Tempo     |
| ---- | ------------------ | ---------- | --------- |
| 1    | Simon Yates        | Mitchelton | 64h13'33" |
| 2    | Alejandro Valverde | Movistar   | a 26"     |
| 3    | Nairo Quintana     | Movistar   | a 33"     |

### 16ª tappa
- 11 settembre: Santillana del Mar > Torrelavega – Cronometro individuale – 32 km

Risultati
| Pos. | Corridore            | Squadra | Tempo  |
| ---- | -------------------- | ------- | ------ |
| 1    | Rohan Dennis         | BMC     | 37'57" |
| 2    | Joey Rosskopf        | BMC     | a 50"  |
| 3    | Jonathan Castroviejo | Sky     | s.t.   |

| Pos. | Corridore          | Squadra    | Tempo     |
| ---- | ------------------ | ---------- | --------- |
| 1    | Simon Yates        | Mitchelton | 64h52'58" |
| 2    | Alejandro Valverde | Movistar   | a 33"     |
| 3    | Steven Kruijswijk  | Lotto NL   | a 52"     |

### 17ª tappa
- 12 settembre: Getxo > Balcón de Bizkaia – 157 km

Risultati
| Pos. | Corridore        | Squadra     | Tempo    |
| ---- | ---------------- | ----------- | -------- |
| 1    | Michael Woods    | Educ. First | 4h09'48" |
| 2    | Dylan Teuns      | BMC         | a 5"     |
| 3    | David de la Cruz | Sky         | a 10"    |

| Pos. | Corridore          | Squadra    | Tempo     |
| ---- | ------------------ | ---------- | --------- |
| 1    | Simon Yates        | Mitchelton | 69h05'34" |
| 2    | Alejandro Valverde | Movistar   | a 25"     |
| 3    | Enric Mas          | Quick-Step | a 1'22"   |

### 18ª tappa
- 13 settembre: Ejea de los Caballeros > Lleida – 186,1 km

Risultati
| Pos. | Corridore         | Squadra | Tempo    |
| ---- | ----------------- | ------- | -------- |
| 1    | Jelle Wallays     | Lotto   | 3h57'03" |
| 2    | Sven Erik Bystrøm | UAE     | s.t.     |
| 3    | Peter Sagan       | Bora    | s.t.     |

| Pos. | Corridore          | Squadra    | Tempo     |
| ---- | ------------------ | ---------- | --------- |
| 1    | Simon Yates        | Mitchelton | 73h02'37" |
| 2    | Alejandro Valverde | Movistar   | a 25"     |
| 3    | Enric Mas          | Quick-Step | a 1'22"   |

### 19ª tappa
- 14 settembre: Lleida > Andorra/Naturlandia (AND) – 154,4 km

Risultati
| Pos. | Corridore         | Squadra    | Tempo    |
| ---- | ----------------- | ---------- | -------- |
| 1    | Thibaut Pinot     | Groupama   | 3h42'05" |
| 2    | Simon Yates       | Mitchelton | a 5"     |
| 3    | Steven Kruijswijk | Lotto NL   | a 13"    |

| Pos. | Corridore          | Squadra    | Tempo     |
| ---- | ------------------ | ---------- | --------- |
| 1    | Simon Yates        | Mitchelton | 76h44'41" |
| 2    | Alejandro Valverde | Movistar   | a 1'38"   |
| 3    | Steven Kruijswijk  | Lotto NL   | a 1'58"   |

### 20ª tappa
- 15 settembre: Escaldes-Engordany (AND) > Coll de la Gallina (AND) – 97,3 km

Risultati
| Pos. | Corridore          | Squadra    | Tempo    |
| ---- | ------------------ | ---------- | -------- |
| 1    | Enric Mas          | Quick-Step | 2h59'30" |
| 2    | Miguel Ángel López | Astana     | s.t.     |
| 3    | Simon Yates        | Mitchelton | a 23"    |

| Pos. | Corridore          | Squadra    | Tempo     |
| ---- | ------------------ | ---------- | --------- |
| 1    | Simon Yates        | Mitchelton | 79h44'30" |
| 2    | Enric Mas          | Quick-Step | a 1'46"   |
| 3    | Miguel Ángel López | Astana     | a 2'04"   |

### 21ª tappa
- 16 settembre: Alcorcón > Madrid – 100,9 km

Risultati
| Pos. | Corridore       | Squadra    | Tempo    |
| ---- | --------------- | ---------- | -------- |
| 1    | Elia Viviani    | Quick-Step | 2h21'28" |
| 2    | Peter Sagan     | Bora       | s.t.     |
| 3    | Giacomo Nizzolo | Trek       | s.t.     |

| Pos. | Corridore          | Squadra    | Tempo     |
| ---- | ------------------ | ---------- | --------- |
| 1    | Simon Yates        | Mitchelton | 82h05'58" |
| 2    | Enric Mas          | Quick-Step | a 1'46"   |
| 3    | Miguel Ángel López | Astana     | a 2'04"   |

## Evoluzione delle classifiche
| Tappa              | Vincitore            | Classifica generale Maglia rossa | Classifica a punti Maglia verde | Classifica scalatori Maglia a pois | Classifica combinata Maglia bianca | Classifica a squadre | Premio combattività Numero verde |
| ------------------ | -------------------- | -------------------------------- | ------------------------------- | ---------------------------------- | ---------------------------------- | -------------------- | -------------------------------- |
| 1ª                 | Rohan Dennis         | Rohan Dennis                     | Rohan Dennis                    | non assegnata                      | Rohan Dennis                       | BMC Racing Team      | non assegnato                    |
| 2ª                 | Alejandro Valverde   | Michał Kwiatkowski               | Michał Kwiatkowski              | Luis Ángel Maté                    | Michał Kwiatkowski                 | Team Sky             | Luis Ángel Maté                  |
| 3ª                 | Elia Viviani         | Michał Kwiatkowski               | Michał Kwiatkowski              | Luis Ángel Maté                    | Michał Kwiatkowski                 | Team Sky             | Jordi Simón                      |
| 4ª                 | Ben King             | Michał Kwiatkowski               | Michał Kwiatkowski              | Luis Ángel Maté                    | Michał Kwiatkowski                 | Astana Pro Team      | Luis Ángel Maté                  |
| 5ª                 | Simon Clarke         | Rudy Molard                      | Michał Kwiatkowski              | Luis Ángel Maté                    | Alejandro Valverde                 | Astana Pro Team      | Bauke Mollema                    |
| 6ª                 | Nacer Bouhanni       | Rudy Molard                      | Michał Kwiatkowski              | Luis Ángel Maté                    | Michał Kwiatkowski                 | Astana Pro Team      | Luis Ángel Maté                  |
| 7ª                 | Tony Gallopin        | Rudy Molard                      | Alejandro Valverde              | Luis Ángel Maté                    | Alejandro Valverde                 | Astana Pro Team      | Alex Aranburu                    |
| 8ª                 | Alejandro Valverde   | Rudy Molard                      | Alejandro Valverde              | Luis Ángel Maté                    | Alejandro Valverde                 | Astana Pro Team      | Jorge Cubero                     |
| 9ª                 | Ben King             | Simon Yates                      | Alejandro Valverde              | Luis Ángel Maté                    | Alejandro Valverde                 | Team Lotto NL-Jumbo  | Lluís Mas                        |
| 10ª                | Elia Viviani         | Simon Yates                      | Peter Sagan                     | Luis Ángel Maté                    | Alejandro Valverde                 | Team Lotto NL-Jumbo  | Jesús Ezquerra                   |
| 11ª                | Alessandro De Marchi | Simon Yates                      | Alejandro Valverde              | Luis Ángel Maté                    | Alejandro Valverde                 | Team Lotto NL-Jumbo  | Bauke Mollema                    |
| 12ª                | Alexandre Geniez     | Jesús Herrada                    | Alejandro Valverde              | Luis Ángel Maté                    | Alejandro Valverde                 | Bahrain-Merida       | Thomas De Gendt                  |
| 13ª                | Óscar Rodríguez      | Jesús Herrada                    | Alejandro Valverde              | Luis Ángel Maté                    | Alejandro Valverde                 | Bahrain-Merida       | Gorka Izagirre                   |
| 14ª                | Simon Yates          | Simon Yates                      | Alejandro Valverde              | Luis Ángel Maté                    | Alejandro Valverde                 | Bahrain-Merida       | Michał Kwiatkowski               |
| 15ª                | Thibaut Pinot        | Simon Yates                      | Alejandro Valverde              | Luis Ángel Maté                    | Alejandro Valverde                 | Bahrain-Merida       | Bauke Mollema                    |
| 16ª                | Rohan Dennis         | Simon Yates                      | Alejandro Valverde              | Luis Ángel Maté                    | Alejandro Valverde                 | Movistar Team        | non assegnato                    |
| 17ª                | Michael Woods        | Simon Yates                      | Alejandro Valverde              | Thomas De Gendt                    | Alejandro Valverde                 | Movistar Team        | Omar Fraile                      |
| 18ª                | Jelle Wallays        | Simon Yates                      | Alejandro Valverde              | Thomas De Gendt                    | Alejandro Valverde                 | Movistar Team        | Jetse Bol                        |
| 19ª                | Thibaut Pinot        | Simon Yates                      | Alejandro Valverde              | Thomas De Gendt                    | Simon Yates                        | Movistar Team        | Jonathan Castroviejo             |
| 20ª                | Enric Mas            | Simon Yates                      | Alejandro Valverde              | Thomas De Gendt                    | Simon Yates                        | Movistar Team        | Jesús Herrada                    |
| 21ª                | Elia Viviani         | Simon Yates                      | Alejandro Valverde              | Thomas De Gendt                    | Simon Yates                        | Movistar Team        | non assegnato                    |
| Classifiche finali | Classifiche finali   | Simon Yates                      | Alejandro Valverde              | Thomas De Gendt                    | Simon Yates                        | Movistar Team        | Bauke Mollema                    |

Maglie indossate da altri ciclisti in caso di due o più maglie vinte
- Nella 2ª tappa Victor Campenaerts ha indossato la maglia verde al posto di Rohan Dennis.
- Nella 2ª tappa Nélson Oliveira ha indossato la maglia a pois, non assegnata al termine della 1ª.
- Nella 2ª tappa Dylan van Baarle ha indossato la maglia bianca al posto di Rohan Dennis.
- Dalla 3ª alla 5ª tappa Alejandro Valverde ha indossato la maglia verde al posto di Michał Kwiatkowski.
- Nella 3ª e 4ª tappa Laurens De Plus ha indossato la maglia bianca al posto di Michał Kwiatkowski.
- Nella 5ª tappa Ben King ha indossato la maglia bianca al posto di Michał Kwiatkowski.
- Nella 7ª tappa Alejandro Valverde ha indossato la maglia bianca al posto di Michał Kwiatkowski.
- Dall'8ª alla 10ª e dalla 12ª alla 14ª tappa Ben King ha indossato la maglia bianca al posto di Alejandro Valverde.
- Dalla 15ª alla 19ª tappa Miguel Ángel López ha indossato la maglia bianca al posto di Alejandro Valverde.
- Nella 20ª e 21ª tappa Miguel Ángel López ha indossato la maglia bianca al posto di Simon Yates.

## Classifiche finali

### Classifica generale - Maglia rossa
| Pos. | Corridore          | Squadra      | Tempo     |
| ---- | ------------------ | ------------ | --------- |
| 1    | Simon Yates        | Mitchelton   | 82h05'58" |
| 2    | Enric Mas          | Quick-Step   | a 1'46"   |
| 3    | Miguel Ángel López | Astana       | a 2'04"   |
| 4    | Steven Kruijswijk  | Lotto NL     | a 2'54"   |
| 5    | Alejandro Valverde | Movistar     | a 4'28"   |
| 6    | Thibaut Pinot      | Groupama     | a 5'57"   |
| 7    | Rigoberto Urán     | Educ. First  | a 6'07"   |
| 8    | Nairo Quintana     | Movistar     | a 6'51"   |
| 9    | Ion Izagirre       | Barhain-Mer. | a 11'09"  |
| 10   | Wilco Kelderman    | Sunweb       | a 11'11"  |

### Classifica a punti - Maglia verde
| Pos. | Corridore          | Squadra    | Punti |
| ---- | ------------------ | ---------- | ----- |
| 1    | Alejandro Valverde | Movistar   | 131   |
| 2    | Peter Sagan        | Bora       | 119   |
| 3    | Elia Viviani       | Quick-Step | 105   |
| 4    | Simon Yates        | Mitchelton | 104   |
| 5    | Miguel Ángel López | Astana     | 103   |

### Classifica scalatori - Maglia a pois
| Pos. | Corridore          | Squadra   | Punti |
| ---- | ------------------ | --------- | ----- |
| 1    | Thomas De Gendt    | Lotto     | 95    |
| 2    | Bauke Mollema      | Trek      | 83    |
| 3    | Luis Ángel Maté    | Cofidis   | 64    |
| 4    | Ben King           | Dimension | 56    |
| 5    | Miguel Ángel López | Astana    | 45    |

### Classifica combinata - Maglia bianca
| Pos. | Corridore          | Squadra    | Punti |
| ---- | ------------------ | ---------- | ----- |
| 1    | Simon Yates        | Mitchelton | 11    |
| 2    | Miguel Ángel López | Astana     | 13    |
| 3    | Alejandro Valverde | Movistar   | 18    |
| 4    | Thibaut Pinot      | Groupama   | 19    |
| 5    | Enric Mas          | Quick-Step | 24    |

### Classifica a squadre
| Pos. | Squadra                        | Tempo      |
| ---- | ------------------------------ | ---------- |
| 1    | Movistar Team                  | 246h50'04" |
| 2    | Bahrain-Merida                 | a 45'36"   |
| 3    | Bora-Hansgrohe                 | a 47'57"   |
| 4    | Astana Pro Team                | a 48'10"   |
| 5    | Team EF Education First-Drapac | a 58'49"   |